# Hicham Benkaïd
Hicham Benkaid est un footballeur français, né le 26 avril 1990 à Strasbourg, évoluant au poste d'attaquant au FC Rouen.

## Biographie

### Début en Alsace
Hicham Benkaïd grandit à Strasbourg, dans le quartier de la Montagne Verte. Il découvre le football au FCSK06 à Koenigshoffen, où il joue jusqu’à l’âge de 16 ans. 
Il signe son premier contrat professionnel avec le RC Strasbourg en août 2016, pour une durée d'un an. Il dispute son seul match de championnat contre Amiens, qui lui permet toutefois de devenir champion de France de Ligue 2. Il termine meilleur buteur de la réserve du club alsacien avec quinze buts inscrit en vingt rencontres. Avec la réserve, il termine premier du groupe D de CFA 2 lors de la saison 2016-2017. Il inscrit son unique but avec l'équipe première en Coupe de France, contre Épinal, à l'occasion des 32e de finale. Lors du tour suivant, il délivre son unique passe décisive contre Le Poiré-sur-Vie.

### Départ pour Orléans
En fin de contrat avec le RC Strasbourg, il s'engage deux ans avec l'US Orléans, club évoluant en Ligue 2,. 
Lors de la fin de saison 2018-2019 de Ligue 2, il se met en évidence en inscrivant cinq buts.

## Palmarès
- RC Strasbourg
  - Champion de France de Ligue 2 en 2017
  - Vainqueur du Groupe D de CFA 2 en 2017

## Statistiques
| Saison                | Club                  | Championnat           | Championnat | Championnat | Coupe nationale | Coupe nationale | Coupe de la Ligue | Coupe de la Ligue | Total | Total |
| Saison                | Club                  | Division              | M.          | B.          | M.              | B.              | M.                | B.                | M.    | B.    |
| 2012-2013             | SR Colmar             | National              | 5           | 0           | 0               | 0               | 0                 | 0                 | 5     | 0     |
| 2013-2014             | SR Colmar             | National              | 10          | 0           | 0               | 0               | 0                 | 0                 | 10    | 0     |
| 2014-2015             | SR Colmar             | National              | 13          | 4           | 2               | 0               | 0                 | 0                 | 15    | 4     |
| 2015-2016             | SR Colmar             | National              | 26          | 4           | 4               | 1               | 0                 | 0                 | 30    | 5     |
| 2016-2017             | RC Strasbourg         | Ligue 2               | 1           | 0           | 3               | 1               | 0                 | 0                 | 4     | 1     |
| 2017-2018             | US Orléans            | Ligue 2               | 24          | 3           | 1               | 0               | 2                 | 0                 | 27    | 3     |
| 2018-2019             | US Orléans            | Ligue 2               | 16          | 5           | 5               | 0               | 0                 | 0                 | 21    | 5     |
| 2019-2020             | US Orléans            | Ligue 2               | 8           | 2           | 0               | 0               | 2                 | 2                 | 10    | 4     |
| Total sur la carrière | Total sur la carrière | Total sur la carrière | 103         | 18          | 15              | 2               | 4                 | 2                 | 122   | 22    |